# Юнин, Иван Михайлович
Ива́н Миха́йлович Ю́нин (27 сентября [10 октября] 1910, с. Леденгское, Вологодская губерния — 11 сентября 1958, Луганск) — участник Великой Отечественной войны, командир батальона 646-го стрелкового полка 152-й стрелковой дивизии 46-й армии 3-го Украинского фронта, Герой Советского Союза.

## Биография
Родился 27 сентября (10 октября) 1910 года в селе Леденгское в семье крестьянина. Племянник известного революционера И. В. Бабушкина. Русский. Член ВКП(б) с 1941 года. Окончил 7 классов, курсы лесного хозяйства. Работал в Междуреченском леспромхозе.
В Красной армии с 1933 года. Окончил Владивостокское военное пехотное училище в 1938 году[?]. На фронте в Великую Отечественную войну с октября 1941 года. Воевал на Ленинградском фронте.
В одном из боёв старший лейтенант Юнин поднял свою роту в атаку и первым бросился на врага. В рукопашной схватке он заколол нескольких фашистов, но и сам был ранен. Это было уже его второе ранение. После излечения в госпитале в октябре 1943 года вернулся в часть.
Командир батальона 646-го стрелкового полка (152-я стрелковая дивизия, 46-я армия, 3-й Украинский фронт) капитан Юнин отличился при форсировании Днепра в районе села Диёвка (ныне в черте города Днепропетровск). Батальон после ожесточённых боёв на подступах к Днепропетровску готовился к переправе через Днепр. Ему предстояло захватить железнодорожный мост, речной порт и выйти к центру города. В ночь на 25 октября 1943 года капитан Юнин во главе батальона под сильным артиллерийским огнём противника форсировал реку и захватил плацдарм. Противник бросил на подразделение Юнина пять танков с автоматчиками. В ходе отражения контратаки были подбиты три танка и уничтожено большое количество пехоты врага. Ещё несколько раз батальон успешно отражал контратаки противника. К исходу дня капитан Юнин получил приказ вместе с другими подразделениями ворваться в Днепропетровск и не дать врагу разрушить город. Перейдя в наступление, батальон выполнил боевую задачу, при этом захватил железнодорожный вокзал Днепропетровска. В этом бою капитан Юнин был ранен, но поле боя не покинул до выполнения боевой задачи.
Указом Президиума Верховного Совета СССР от 1 ноября 1943 года за мужество, отвагу и героизм, проявленные в борьбе с немецко-фашистскими захватчиками, капитану Юнину Ивану Михайловичу присвоено звание Героя Советского Союза с вручением ордена Ленина и медали «Золотая Звезда» (№ 2641).
С 1946 майор Юнин — в запасе. Жил в Луганске (Украина), работал директором фабрики и на других административно-хозяйственных должностях.
Умер 11 сентября 1958 года.

## Награды
- Медаль «Золотая Звезда» Героя Советского Союза;
- орден Ленина;
- орден Красного Знамени;
- медали.